# Tuglie
Tuglie (Tùie in dialetto salentino) è un comune italiano di 5 009 abitanti della provincia di Lecce in Puglia.
Situato nell'entroterra del versante ionico del Salento, è adagiato sulle propaggini settentrionali delle serre salentine. Fa parte del gruppo di azione locale "GAL Serre salentine".

## Geografia fisica

### Territorio
Il territorio del comune di Tuglie, che si estende su una superficie di 8,4 km², è adagiato sul versante ionico della fascia collinare delle serre salentine, nella parte centro-meridionale della penisola salentina. È compreso tra 57 e 142 m s.l.m.. Il centro abitato è diviso in due parti nettamente distinte: la parte bassa, coincidente con l'originario tessuto urbano, il quale si è sviluppato in senso longitudinale lungo l'asse Sannicola-Parabita, e la parte alta, comprendente la località di Montegrappa, una località turistico-residenziale sviluppatasi a partire dalla fine degli anni quaranta intorno al Santuario della Madonna del Montegrappa.
Confina a nord-ovest con il comune di Sannicola, a nord-est con il comune di Neviano, a est e a sud con il comune di Parabita, a ovest con il comune di Alezio.
- Classificazione sismica: zona 4 (sismicità molto bassa), Ordinanza PCM n. 3274 del 20/03/2003

### Clima
Dal punto di vista meteorologico Tuglie rientra nel territorio del basso Salento che presenta un clima prettamente mediterraneo (bioclima termomediterraneo), con inverni miti ed estati calde e secche. In base alle medie di riferimento, la temperatura media del mese più freddo, gennaio, si attesta attorno ai 9 °C, mentre quella del mese più caldo, agosto, si aggira sui 25,1 °C. Le precipitazioni medie annue, che si aggirano intorno ai 676 mm, presentano un minimo in primavera-estate ed un picco in autunno-inverno.
Facendo riferimento alla ventosità, i comuni del basso Salento risentono debolmente delle correnti occidentali grazie alla protezione determinata dalle Serre salentine che creano un sistema a scudo. Al contrario le correnti autunnali e invernali da sud-est, favoriscono in parte l'incremento delle precipitazioni, in questo periodo, rispetto al resto della penisola.
| Tuglie                     | Mesi | Mesi | Mesi | Mesi | Mesi | Mesi | Mesi | Mesi | Mesi | Mesi | Mesi | Mesi | Stagioni | Stagioni | Stagioni | Stagioni | Anno |
| Tuglie                     | Gen  | Feb  | Mar  | Apr  | Mag  | Giu  | Lug  | Ago  | Set  | Ott  | Nov  | Dic  | Inv      | Pri      | Est      | Aut      | Anno |
| -------------------------- | ---- | ---- | ---- | ---- | ---- | ---- | ---- | ---- | ---- | ---- | ---- | ---- | -------- | -------- | -------- | -------- | ---- |
| T. max. media (°C)         | 12,4 | 13,0 | 14,8 | 18,1 | 22,6 | 27,0 | 29,8 | 30,0 | 26,4 | 21,7 | 17,4 | 14,1 | 13,2     | 18,5     | 28,9     | 21,8     | 20,6 |
| T. min. media (°C)         | 5,6  | 5,8  | 7,3  | 9,6  | 13,3 | 17,2 | 19,8 | 20,1 | 17,4 | 13,7 | 10,1 | 7,3  | 6,2      | 10,1     | 19,0     | 13,7     | 12,3 |
| Precipitazioni (mm)        | 80   | 60   | 70   | 40   | 29   | 21   | 14   | 21   | 53   | 96   | 109  | 83   | 223      | 139      | 56       | 258      | 676  |
| Umidità relativa media (%) | 79,0 | 78,9 | 78,6 | 77,8 | 75,7 | 71,1 | 68,4 | 70,2 | 75,4 | 79,3 | 80,8 | 80,4 | 79,4     | 77,4     | 69,9     | 78,5     | 76,3 |

- Classificazione climatica: zona C, 1078 GG
- Classificazione climatica: zona C, 1078 GG

## Origini del nome
L'etimologia del toponimo è da ricondursi a un locativo latino Tulliae (da Tullia). Altri accennano, invece, a un etimo prelatino Tulliae, senza ulteriori precisazioni.

## Storia
L'esistenza di quattro menhir (Monte Prino, Nove Croci, Caruggio, Scirocco) e delle "Grotte Passaturi" conferma che il territorio è stato frequentato sin da epoche remote.
La prima notizia storica dell'esistenza perlomeno di un "feudo rustico" è del 1190, quando il territorio tugliese viene infeudato da Tancredi di Lecce a favore del nobile cavaliere Gervasio de Persona, il casale, probabilmente poco più di una masseria, viene accorpato al feudo di Matino e di Secli. Tuglie rimarrà sotto il dominio dei De Persona, che intanto cambieranno il loro cognome in De Matino secondo l'uso normanno di prendere quale cognome il toponimo del feudo principale, per quasi 80 anni, seguendo le sorti della famiglia feudataria che sarà in epoca federiciana e ancor di più sotto Manfredi di Sicilia, una delle famiglie più potenti del regno meridionale. È probabile che in questo lungo periodo si abbia un primo sviluppo urbanistico e demografico del borgo sulla scia delle fortune dei De Matino che diventeranno nel periodo consiglieri alla corte del re.
In seguito alla sconfitta dei normanno-svevi nello scontro con il francese Carlo D'Angiò culminata con la Battaglia di Benevento (1266) e, per quanto riguarda il Salento, con l'Assedio di Gallipoli 1268-1269, il grande feudo dei De Matino, famiglia leale alla dinastia sveva, viene smembrato e Tuglie, che evidentemente ha nel frattempo avuto un certo sviluppo e può essere assegnato come feudo indipendente, concesso all'angioino Amerì De Mondragon.
L'atto di infeudamento originario ai De Matino (De Persona) parla di Matino e Seclì, quindi bisognerebbe desumere che il territorio di Tuglie fosse parte di quello di Seclì e che solo sotto l'egida dei De Matino si sia sviluppato un piccolo borgo.
In ogni caso è alla sconfitta degli Svevi e dopo l'Assedio 1268-1269 e la caduta di Gallipoli, che Tuglie viene distaccata dal feudo matinese e assegnata al Montdragon mentre Matino e Parabita al miles angioino Giovanni De Tillio (Jean du Till).
Nell'anno successivo dovette intervenire direttamente il re Carlo I per dirimere una contesa territoriale fra il Mondragon e il Du Till dove il nuovo feudatario matinese aveva tentato di sottrarre terre al Montdragon e per richiamare i contadini nei feudi che a causa delle guerre svevo-angioine e della oppressiva politica fiscale dei D'Angiò si erano spopolati.
Non si hanno notizie certe del periodo successivo, nel XV e XVI secolo i confini dei feudi del Salento si ridisegnarono più volte. Il piccolo borgo di Tuglie passerà nelle mani di molti feudatari. Si ha notizia che il borgo fosse soggetto a tassazione ancora nel 1373 ma le notizie riguardanti anni successivi sono del tutto assenti. Ex silentio chartarum è plausibile che il borgo, in seguito alla crisi del XIV sec. che porterà alla scomparsa di molti casali di Terra d'Otranto, si riduca ad una comunità molto piccola oppure addirittura scompaia del tutto e sia questo il motivo dell'assenza di documenti che ne raccontino la storia per un arco di tempo assai lungo.
Il nome del casale di Tuglie riappare dopo diversi secoli, nel 1681, quando il territorio venne acquistato dal nobile gallipolino Francesco Antonio Cariddi, al quale successe il figlio Pietro.
Nel 1696 divenne di proprietà della marchesa di Arnesano Antonia Prato, la quale, insieme con il marito Ferrante Guarino, signore di Poggiardo, costruirono una loro residenza in Tuglie. Ma nell'atto di acquisto si legge che trattasi di «feudo inabitato di Tuglie sito nelle pertinenze della città di Gallipoli», quindi di un antico borgo non vi è traccia. I Guarino operarono la prima riforma fondiaria e con loro si ebbe una certa crescita demografica ed economica e la formazione di un nucleo cittadino. Nel 1715, alla morte della baronessa Prato, il feudo fu assegnato al primogenito Fabrizio, che morì il 22 settembre 1717, lasciando il feudo al fratello Filippo. Nel 1737 Carlo III di Borbone, con proprio decreto, istituì l'Università di Tuglie che immediatamente elesse il suo primo sindaco, tale Quadrucci. Alla morte di Filippo Guarino, nel 1740, senza eredi legittimi, il feudo passò al nipote Giuseppe Ferdinando Venturi, duca di Minervino. I discendenti dei Venturi furono gli ultimi feudatari prima dell'abolizione dei privilegi feudali (1806).

### Simboli
Lo stemma utilizzato dall'amministrazione comunale è troncato: nella parte superiore è raffigurata in campo di cielo una calandra, rivoltata, sormontata da tre stelle a sei raggi d'oro; la parte inferiore è di rosso a tre pali d'argento. Le calandre sono uccelli che un tempo nidificavano sugli alberi dei terreni macchiosi nei pressi dell'abitato di Tuglie ed erano tenute in grande considerazione dai contadini perché si cibavano di cavallette e insetti che infestavano le campagne.
Il gonfalone è un drappo di azzurro.

## Monumenti e luoghi d'interesse

### Architetture religiose

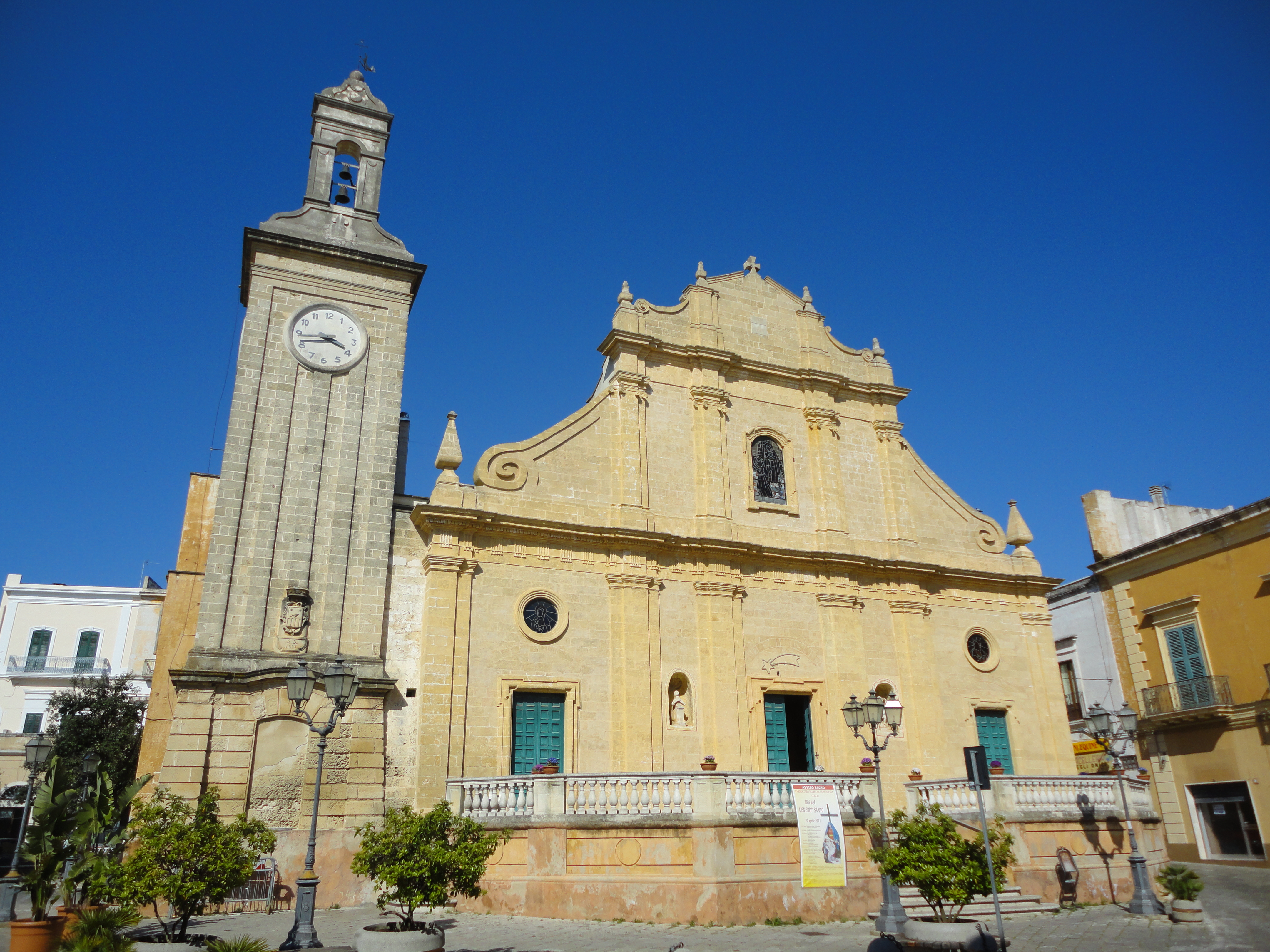
Chiesa di Maria Santissima Annunziata

#### Chiesa Matrice di Maria Santissima Annunziata
La chiesa madre di Maria Santissima Annunziata fu edificata agli inizi del XVIII secolo in sostituzione di un precedente edificio sacro. La prima parte della chiesa, corrispondente alla navata centrale, voluta dal vescovo Antonio Sanfelice, fu progettata dal fratello dello stesso vescovo, l'architetto Ferdinando. Fu iniziata nel novembre del 1721 e aperta al culto il 25 marzo 1734. Nel 1764 venne aggiunto il transetto di scirocco con il Cappellone del SS. Sacramento, nel 1830 il transetto di borea con le Cappelle di S. Antonio (1831) e di S. Donato (1832), nel 1835 in fondo al transetto di scirocco venne aggiunto il Cappellone del Crocefisso. Nel 1850 venne costruita la navata di destra e nel 1880 quella di sinistra. La facciata presenta tre portali d'ingresso; quello centrale è fiancheggiato da due nicchie contenenti le quattrocentesche statue dell'Arcangelo Gabriele e della Madonna Annunziata. Affiancata al lato sinistro della facciata si erge la torre civica dell'orologio, costruita nel 1884, mentre la torre campanaria, in posizione più arretrata, risale al 1831. L'interno, a tre navate con pianta a croce latina, è dotato di numerosi altari realizzati in epoche diverse. Vi è inoltre un organo del 1912, un battistero in marmo del 1914, un pulpito in legno dorato del XVIII secolo. Sulla parete absidale, al posto dell'apparato barocco con al centro la tela dell'Annunciazione donata dal Vescovo Sanfelice quando nel 1719 istituì la Parrocchia, dal 1963 campeggia un mosaico raffigurante l'Annunciazione. Nel transetto di sinistra, un'edicola marmorea racchiude un mezzobusto della Madonna col Bambino, fusione in bronzo dello scultore Enrico Manfrini, dono del pittore locale Cosimo Sponziello (1915-2007), amico del Manfrini..

#### Chiesa del Carmine o delle Anime
La chiesa del Carmine o delle Anime venne edificata nella metà dell'Ottocento inglobando la preesistente cripta della Madonna del Pozzo. La chiesa fu interessata da lavori di restauro e ampliamento all'inizio degli anni trenta. La facciata fu rifatta in stile neo-romanico e ultimata nel 1933. L'interno, ad aula rettangolare, è totalmente affrescato con dipinti realizzati da Alfredo Greco di Maglie nel 1935. Un dipinto a tempera raffigurante un coro angelico fa da sfondo all'altare maggiore su cui è collocata la statua della Madonna del Carmine. Tutta la volta è coperta da tempere riproducenti allusivi iconografici riferiti all'"elogio della sapienza" dal libro del Siracide. Nella chiesa ha sede la Confraternita di Maria Santissima delle Anime Purganti e dell'Abitino del Carmelo.
All'interno si può ammirare una serie di statue dei più celebri cartapestai leccesi della fine dell '800 e degli inizi del '900: Madonna delle Anime (Maccagnani), Madonna del Carmelo (De Lucrezi), Madonna di Pompei (Manzo-De Pascalis), San Rocco (Sacquegna), S. Antonio di Padova (Sacquegna), Cristo Morto (Caretta), altorilievo "Anime Purganti" (Caretta), altorilievo Madonna del Carmelo e S. Simone Stock (Caretta), SS.mo Nome di Gesù (Caretta).. 

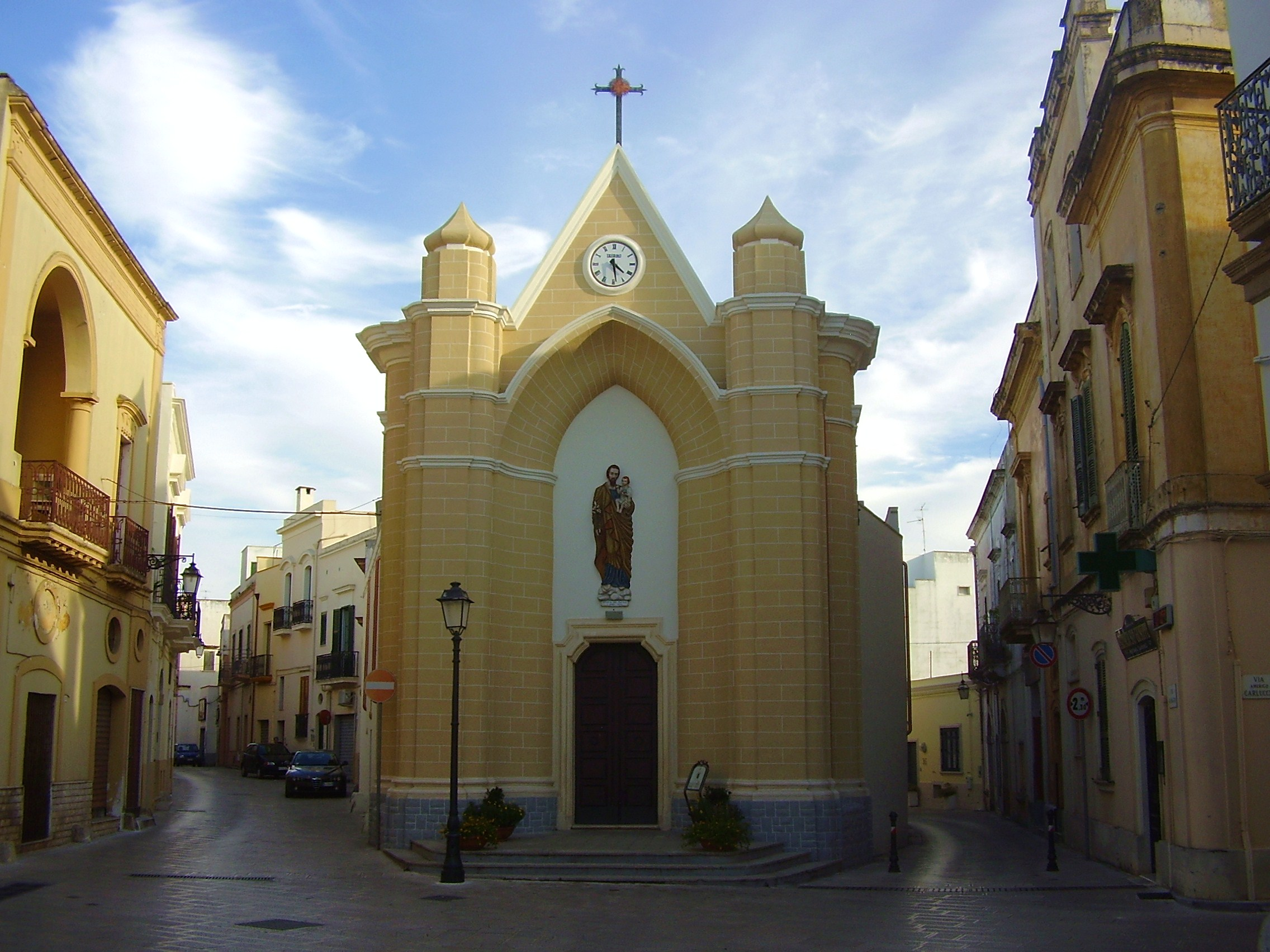
Chiesa di San Giuseppe

#### Chiesa di San Giuseppe sotto il Titolo della Buona Morte
La chiesa di San Giuseppe fu eretta nella seconda metà del XVIII secolo a spese dei Confratelli, su un pezzo di terreno donato dal Duca Giuseppe Ferdinando Venturi, così come informa la lapide interna con la data 1783. Un precedente oratorio esisteva già in altro luogo prima di quella data, in quanto ospitava dal 1750 la Confraternita della Buona Morte, che venne riconosciuta nel 1777 con Regio Assenso da Ferdinando IV. Subì alcuni restauri ed ampliamenti nel corso del tempo, l'ultimo dei quali nel 2009; nel 1952 venne realizzata l'attuale facciata in stile moresco. L'interno, a navata unica, è percorso da un pavimento a mosaico realizzato nel 1898. Sull'altare maggiore è collocato un dipinto raffigurante la morte di San Giuseppe, opera di scuola napoletana del XVIII secolo.

#### Altre chiese
- Santuario della Madonna del Montegrappa, fu edificato nel 1940 per volontà del sindaco Cesare Vergine che aveva combattuto sulla Cima del Grappa durante la prima guerra mondiale.
- Chiesa di Santa Teresa di Lisieux o delle Suore, risalente al 1934, fa parte dell'Istituto "F.lli Stamerra", istituito originariamente per l'istruzione dell'infanzia povera.
- Chiesa di Santa Maria Goretti, originariamente nella Diocesi di Gallipoli ma nel Comune di Tuglie, fu costruita nel 1965. È stata la seconda Parrocchia del paese fino al 2008, anno in cui il Vescovo Caliandro l'ha soppressa.
- Chiesetta di San Gerolamo, viene menzionata per la prima volta nella Visita Pastorale del Vescovo Gallipolitano Mons. Filomarino1696. È annessa al complesso seicentesco – con inglobato torrino di avvistamento del '500 – alla Masseria "Aragona"; fatiscente, è chiusa al culto.

### Architetture civili

#### Palazzo Ducale
Il palazzo ducale fu edificato nei primi anni del XVII secolo. Dal 1982, parte della struttura, è occupata dal Museo della Civiltà Contadina e delle tradizioni popolari del Salento. Presenta una semplice facciata, arricchita da balconi con balaustre barocche e dal portale, al quale si accede attraverso una scalinata realizzata in carparo e pietra leccese. Nel giardino è presente l'antico pozzo seicentesco.

### Siti archeologici

#### Menhir
- Menhir Monte Prino. Rinvenuto nel 1962, presenta dei profondi intacchi nella facciata a S, probabilmente per permettere l'ascesa e la collocazione dell'ulivo benedetto durante il periodo pasquale. Sulla faccia a N ci sono delle croci graffite. Il troncone di menhir (40 × 30 cm) è molto irregolare e si eleva di 1,80 m dal piano di calpestio.
- Menhir Nove Croci. Il monolite (50 × 20 cm) presenta un segno M a braccia arrotondate e allargate, con nove croci poste sulle quattro facce. Si eleva per un'altezza di 1,54 m.
- Menhir Caruggio
- Menhir Scirocco

### Altro
- Calvario, fu realizzato nel 1932 su progetto di Oreste Primiceri.
- Monumenti ai Caduti in Guerra, fu eretto subito dopo la prima guerra mondiale.

## Società

### Evoluzione demografica
Abitanti censiti

### Etnie e minoranze straniere
Al 31 dicembre 2017 a Tuglie risultano residenti 105 cittadini stranieri. Le nazionalità principali sono:
- Romania – 55
- Polonia – 12
- Albania – 9
- Pakistan – 6
- Moldavia – 5

### Lingue e dialetti
Il dialetto parlato a Tuglie è il dialetto salentino nella sua variante centrale che corrisponde al dialetto leccese. Il dialetto salentino, appartenente alla famiglia delle lingue romanze e classificato nel gruppo meridionale estremo, si presenta carico di influenze riconducibili alle dominazioni e ai popoli stabilitisi in questi territori che si sono susseguite nei secoli: messapi, greci, romani, bizantini, longobardi, normanni, albanesi, francesi, spagnoli.

### Tradizioni e folclore
Il 25 marzo si festeggia la festa patronale di Maria Santissima Annunziata. Le sue origini risalgono a metà Settecento, e la fiera del bestiame fu concessa dal re di Napoli Carlo III di Borbone intorno al 1750, prima di divenire re di Spagna.

## Cultura

### Istruzione

#### Biblioteche
- Biblioteca Comunale "Fiore Tommaso Gnoni"[23].

#### Scuole
Nel comune di Tuglie hanno sede una Scuola dell'infanzia, una Scuola primaria e una scuola secondaria di primo grado, appartenenti al locale Istituto Comprensivo Statale.

#### Musei
- Museo della Radio[25]
- Museo della Civiltà Contadina e delle Tradizioni Popolari Salentine[26]

## Economia
L'economia di Tuglie è basata da sempre sull'agricoltura; tuttavia il ramo economico più importante è quello manifatturiero: il comparto più diffuso è quello dei calzaturifici e delle confezioni, seguono la lavorazione del marmo, l'alimentare, la meccanica, la carpenteria e la grafica. A queste attività si aggiungono quelle vitivinicole, della produzione olearia e l'artigianato dei dolciumi.

## Infrastrutture e trasporti

### Strade
I collegamenti stradali principali sono rappresentati da:
- Strada statale 101 Salentina di Gallipoli Lecce-Gallipoli
- Strada provinciale 341 Gallipoli-Maglie, uscita per Tuglie.

Il centro è anche raggiungibile dalle strade provinciali interne: 
- Strada provinciale 43 Alezio-Tuglie-Collepasso
- Strada provinciale 51 Sannicola-Tuglie-Parabita
- Strada provinciale 196 Tuglie-Neviano

### Ferrovie
Il comune di Tuglie è servito da una stazione ferroviaria posta sulla linea locale Novoli-Gagliano del Capo delle Ferrovie del Sud Est.

## Amministrazione
Di seguito è presentata una tabella relativa alle amministrazioni che si sono succedute in questo comune.
| Periodo         | Periodo         | Primo cittadino         | Partito                         | Carica      | Note   |
| --------------- | --------------- | ----------------------- | ------------------------------- | ----------- | ------ |
| 8 giugno 1985   | 31 maggio 1990  | Otello Petruzzi         | Democrazia Cristiana            | Sindaco     | [ 27 ] |
| 7 giugno 1990   | 2 novembre 1994 | Otello Petruzzi         | Democrazia Cristiana            | Sindaco     | [ 27 ] |
| 2 novembre 1994 | 24 aprile 1995  | Fabio Colapinto         |                                 | Comm. pref. | [ 27 ] |
| 24 aprile 1995  | 14 giugno 1999  | Antonio Maria Gabellone | centro-destra                   | Sindaco     | [ 27 ] |
| 15 giugno 1999  | 14 giugno 2004  | Antonio Maria Gabellone | centro-destra                   | Sindaco     | [ 27 ] |
| 15 giugno 2004  | 8 giugno 2009   | Daniele Ria             | centro-destra                   | Sindaco     | [ 27 ] |
| 8 giugno 2009   | 26 maggio 2014  | Daniele Ria             | lista civica                    | Sindaco     | [ 27 ] |
| 26 maggio 2014  | 27 maggio 2019  | Massimo Stamerra        | lista civica Insieme per Tuglie | Sindaco     | [ 27 ] |
| 27 maggio 2019  | in carica       | Massimo Stamerra        | lista civica Insieme per Tuglie | Sindaco     | [ 27 ] |

### Gemellaggi
- Villaverla, dal 2006

## Sport

### Calcio
La squadra di calcio è l'A.S.D. Tuglie, temporaneamente non iscritta in nessun campionato.

### Volley
La Talion Volley Tuglie disputa il Campionato di serie C Femminile 2019-2020.

### Atletica leggera
Nel comune si svolgono due gare podistiche su strada: la prima domenica di giugno "Corrituglie" e a metà luglio "Nchiana e scindi".